# Monastère de Krupa na Vrbasu
Le monastère de Krupa na Vrbasu (en serbe cyrillique : Манастир Крупа на Врбасу ; en serbe latin : Manastir Krupa na Vrbasu) est un monastère orthodoxe serbe situé à proximité de Banja Luka, la capitale de la république serbe de Bosnie (Bosnie-Herzégovine), sur le territoire du village de Krupa na Vrbasu. Il relève de l'éparchie de Banja Luka, une subdivision de l'Église orthodoxe serbe. Le monastère est inscrit sur la liste provisoire des monuments nationaux de Bosnie-Herzégovine.

## Localisation
Le monastère Saint-Élie de Krupa na Vrbasu est situé à 25 km de Banja Luka, sur la route qui conduit à Mrkonjić Grad. Il se trouve non loin de la rivière Krupa et à proximité de l'ancienne forteresse médiévale de Greben.

## Histoire

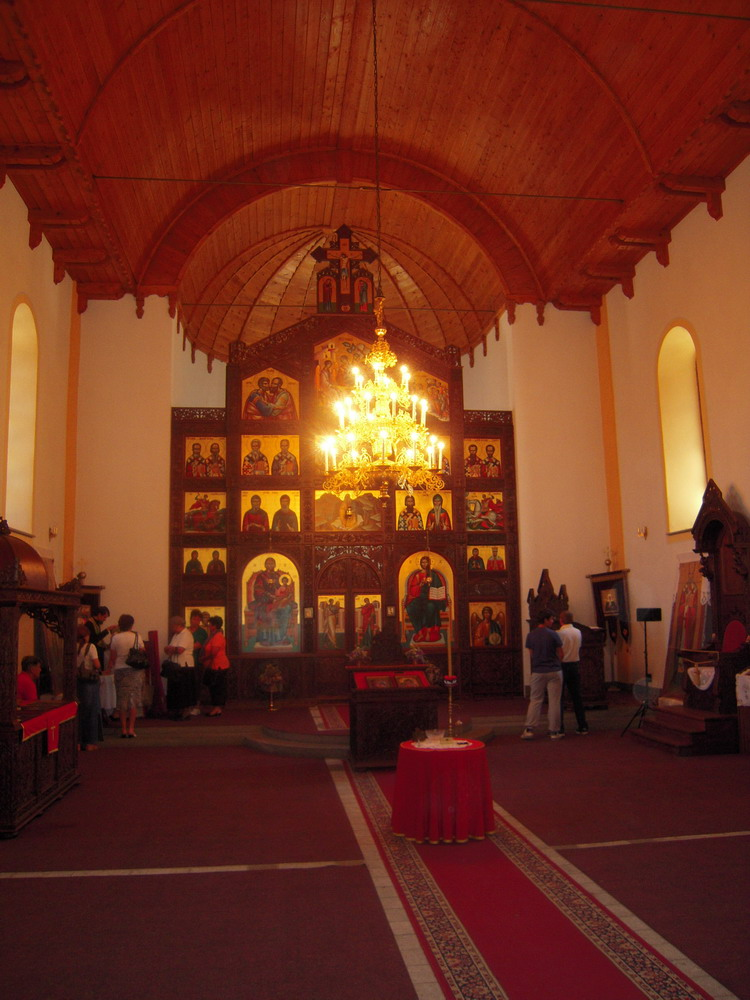
L'intérieur de l'église Saint-Élie

L'origine du monastère reste quelque peu incertaine. Selon certaines légendes, elle pourrait remonter à Stefan Nemanja, un souverain serbe de la seconde moitié du XIIe siècle, mais, plus probablement, le monastère aurait été fondé en 1317 par des moines venus du monastère de Krupa en Dalmatie. Partiellement abandonné à la fin du XVIIe siècle au cours des guerres austro-turques, une église en bois y fut construite et l'ensemble monastique resta en ruines jusqu'au départ définitif des Ottomans après 1878. En 1889, l'église Saint-Élie fut reconstruite avec l'autorisation des autorités austro-hongroises, alors maîtresses de la Bosnie-Herzégovine, et sous l'autorité du métropolite Sava, avec la participation de la population et des paroisses locales et avec l'aide des moines du monastère voisin de Gomionica.
En 1914, lors de la Première Guerre mondiale, le monastère fut une nouvelle fois incendié. L'église fut à nouveau relevée mais, en 1941, les Oustachis croates l'incendièrent à nouveau ; le toit de l'édifice s'écroula et l'iconostase fut endommagée. L'ensemble monastique est en cours de restauration et de reconstruction.

## Architecture

### Architecture de l'église
L'église Saint-Élie se caractérise par un plan basilical à nef unique prolongé d'une abside semi-circulaire. Sa longueur est de 24 m pour une largeur de 12 m.

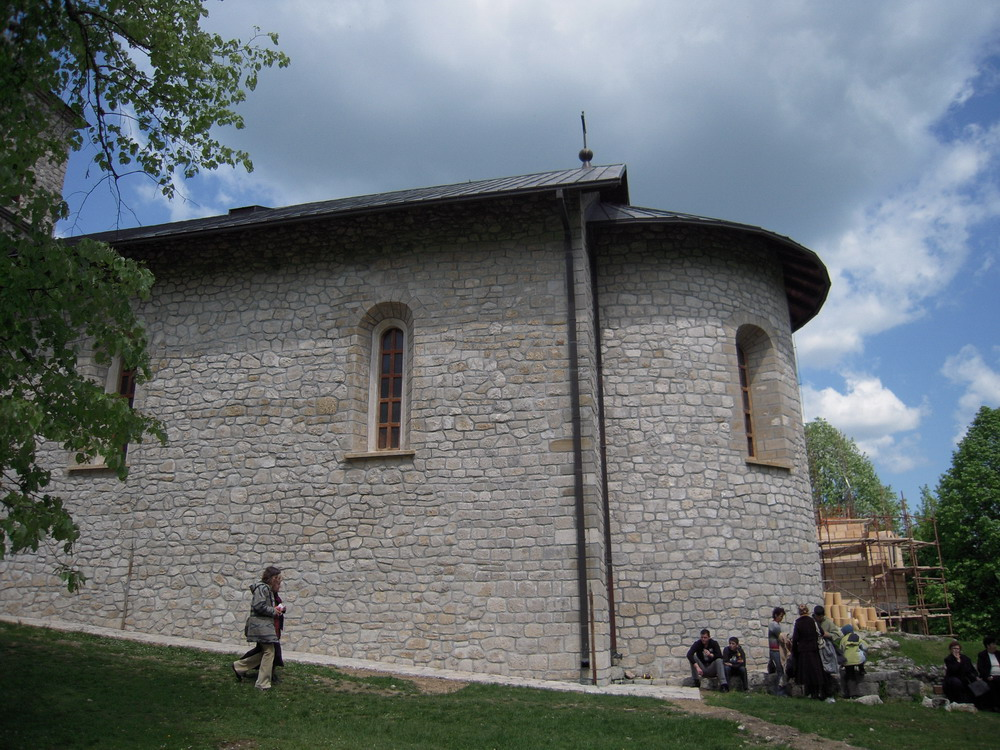
Autre vue de l'église

## Autres

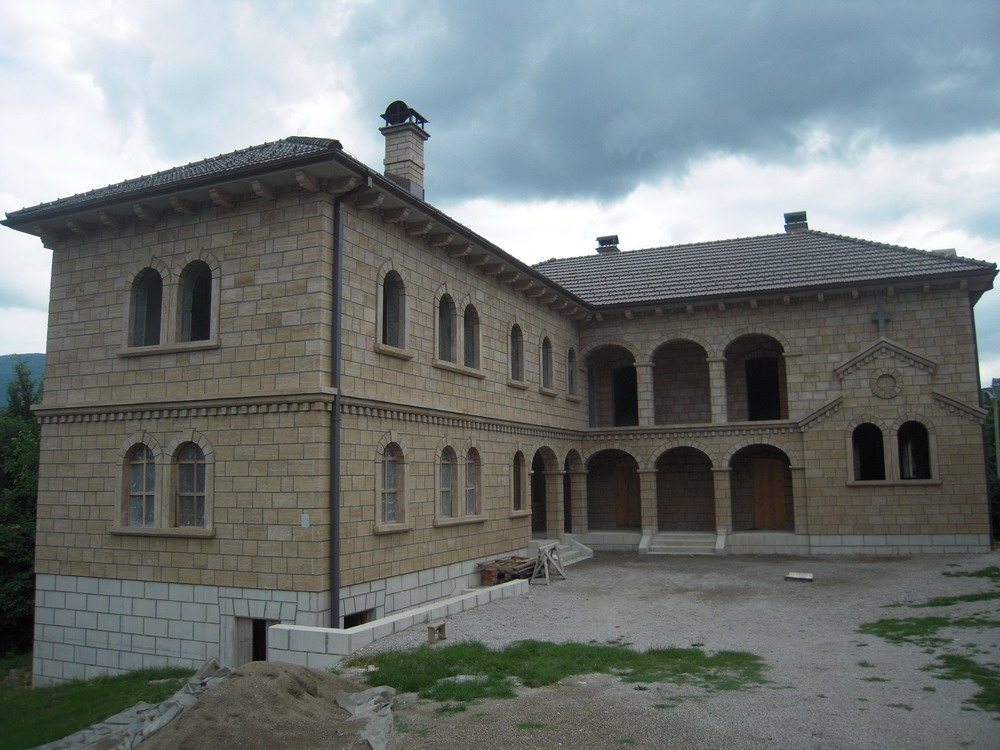
Le konak du monastère